# Melancthon (Ontario)
Melancthon to gmina (ang. township) w Kanadzie, w prowincji Ontario, w hrabstwie Dufferin.
Powierzchnia Melancthon to 312,62 km². Według danych spisu powszechnego z roku 2001 Melancthon liczy 2796 mieszkańców (8,94 os./km²).